# Skogsmarklöpare
Skogsmarklöpare (Calathus micropterus) är en skalbaggsart som först beskrevs av Caspar Erasmus Duftschmid 1812.  Skogsmarklöpare ingår i släktet Calathus, och familjen jordlöpare. Arten är reproducerande i Sverige.